# Louis Alfred Becquerel

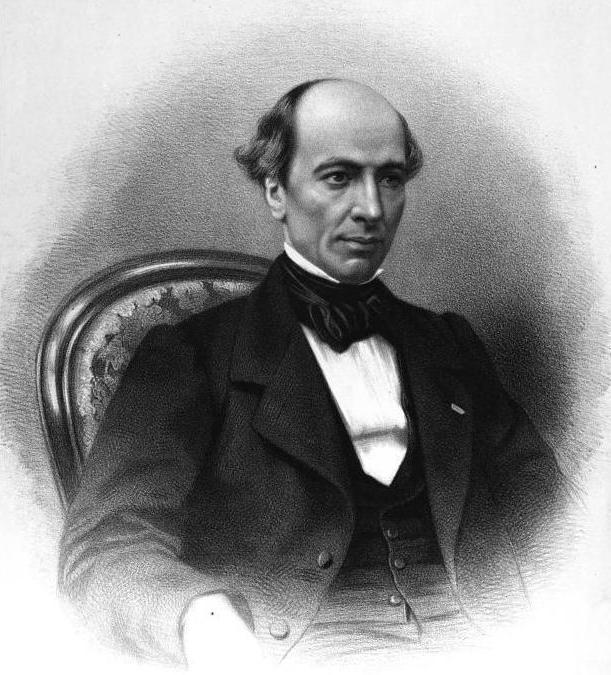
Louis Alfred Becquerel

Louis Alfred Becquerel (* 3. Juni 1814 in Paris; † 1862 ebenda) war ein französischer Physiker und Mediziner.
Louis Alfred Becquerel wurde als ältester Sohn Antoine César Becquerels geboren, später kam sein Bruder Alexandre Edmond Becquerel auf die Welt.
Er hat mehrere Bücher geschrieben, darunter Des applications de l'électricité à la thérapeutique médicale.
Er starb 1862.

## Werke
- Recherches cliniques sur la méningite des enfants, 1838
- Sur les affections tuberculeuses et le carreau, 1840
- Traité du bégayement et des moyens de le guérir, 1844
- De l'empirisme en médecine, 1844
- La Séméiotique des urines, ou Traité des signes fournis par les urines dans les maladies, 1845
- Traité clinique des maladies de l'utérus, 1859
- Des applications de l'électricité à la thérapeutique médicale, 1853, 2. Aufl. 1860
- Traité élémentaire d'hygiène privée et publique, Paris, Asselin, 1854, 4. Aufl. 1868.